# Фридман, Джордж
Джордж Фридман (англ. George Friedman) — американский политолог, основатель и бывший директор частной разведывательно-аналитической организации «Стретфор».
Джордж Фридман автор нескольких книг, среди которых «Секретная война Америки».

## Биография
Фридман родился в 1949 году в Будапештe в Венгрии в еврейской семье, пережившей Холокост. В 1949 году семья Фридманов перебралась в Австрию, а спустя несколько лет — в США. Там Джордж Фридман получил степень бакалавра по политологии в Нью-Йоркском городском колледже и пи-эйч-ди по государственному управлению в Корнеллском университете.
В 1974 году начал преподавать политологию в частном колледже в Пенсильвании.
Начало своей карьеры геополитика Дж. Фридман, как и большая часть его молодых коллег, посвятил проблеме советско-американских отношений. В 1980-х годах Фридман написал несколько научных работ на тему мирового военного баланса и ядерного паритета. В 1994 году Джордж Фридман основал Центр геополитических исследований при Луизианском государственном университете, занимающийся стратегическим прогнозированием. В 1996 году Фридман создал частное разведывательное агентство «Стретфор».
Детство Фридмана наложило отпечаток и на его политическую ориентацию. Он считает себя консервативным республиканцем. Его политический курс характеризуют прежде всего антисоветизм и антикоммунизм.
Дж. Фридман заявил, что Россию ждёт распад после 2020 года вследствие её чрезмерной зависимости от цен на углеводороды и отсутствия сильной экономики.